# جغرافیای کوزوو

موقعیت جغرافیایی کوزوو

کوزوو یا کوسوو، نام ناحیه‌ای در جنوب اروپا و در شبه‌جزیره بالکان است که در ۱۸ فوریه ۲۰۰۸ مستقل شد.
این کشور با مساحت ۱۰٬۸۸۷ کیلومتر مربع، صد و شصت و نهمین کشور جهان از نظر مساحت است. همچنین با جمعیتی در حدود ۱٬۸۴۸٬۰۰۰ نفر، صد و پنجاهمین کشور جهان از نظر جمعیت است. کشور کوزوو از غرب با کشورهای آلبانی و مونته نگرو، از شمال و شرق با کشور صربستان و از جنوب با جمهوری مقدونیه همسایه‌است. بیشتر نژاد این کشور را آلبانیایی‌ها تشکیل می‌دهند، اما ۴ درصد را صرب و ۴ درصد را بقیهٔ نژادها تشکیل می‌دهند. دین بیشتر مردم این کشور، اسلام است، اما تعدادی ارتدوکس و کاتولیک و پیروان بقیهٔ دین‌ها هم ساکن این کشور هستند. یورو واحد پول این کشور است و از شهرهای مهم آن می‌توان به پریزرن، فریزای، میتروویتسا، گیاکووا و پچ اشاره کرد. سیستم حکومتی کوزوو جمهوری چند حزبی و با یک مجلس قانونگذاری است.

## مرزها
کشور کوزوو از غرب با کشورهای آلبانی و مونته نگرو، از شمال و شرق با کشور صربستان و از جنوب با جمهوری مقدونیه همسایه‌است

## اقلیم
کوزوو از نظر اقلیمی دارای آب و هوایی قاره‌ای است به‌طوری‌که دارای زمستان‌هایی سرد و پر برف و تابستان‌هایی نسبتاً گرم است. جریان‌های هوای سرد آلپ و هوای گرم و مرطوب مدیترانه‌ای باعث ایجاد تنوع آب و هوایی در این منطقه شده‌است.

## توپوگرافی
کوزوو کشوری بلند و مرتفع است همچنان که پست‌ترین نقطهٔ این کشور کنارهٔ رود درینی بارده در کنار مرز با آلبانی با ۲۹۷ متر ارتفاع و بلندترین نقطه، قلهٔ دراویکا با ۲٬۵۶۵ متر ارتفاع در غرب این کشور قرار دارد. کوه‌های شار در جنوب کوزوو واقع شده‌است.

## ترکیب نژادی کوزوو
در کوزوو، آلبانیایی‌ها با ۹۲٪ اکثریت و صربها با ۴٪ و بقیه نیز با ۴٪ اقلیت را تشکیل می‌دهند. بر پایهٔ آمار ارائه‌شده در اطلاعات‌نامه جهان، ۹۲٪ جمعیت کوزوو را آلبانیایی‌ها و بقیه را صرب‌ها، بوسنیایی‌ها، گورانی‌ها، کولیها، ترکها، مصریها و دیگر قومیت‌ها تشکیل می‌دهند. برپایه تخمین کتاب حقایق سی آی ای در سال ۲۰۰۹ جمعیت این کشور ۱٬۸۰۴٬۸۳۸ تن است که از این میان ۸۸٪ آلبانیایی، ۷٪ صرب و ۵٪ سایر گروهای قومی (بوسنیایی، گورانی، رومن، ترک، آشکالی، مصری، کروات) تشکیل می‌دهند.